# 查利比特 (密西西比州)
查利比特（英語：Chalybeate）是位於美國密西西比州蒂帕縣的普查規定居民點。

## 歷史
查利比特的郵局於1891年設立，其後於1963年停運。

## 人口
根據2020年美國人口普查的數據，查利比特的面積為2.00平方千米，皆為陸地。當地共有人口170人，而人口密度為每平方千米85人。